# Santa Giustina di Padova e un donatore
Santa Giustina di Padova e un donatore è un dipinto a olio su tavola (200x139 cm) del Moretto, databile al 1530 circa e conservato nel Kunsthistorisches Museum di Vienna.
L'opera, fra i capolavori più raffinati del Moretto, segna il limite fra la prima maturità del pittore e la maturità piena: la tecnica compositiva, formale e cromatica della tela testimonia come il pittore abbia assodato la sua esperienza e i suoi studi passati, ricavando da qui un proprio stile che caratterizzerà poi tutta la sua produzione successiva.

## Storia
Non è nota l'ubicazione originaria del dipinto, né alcuna notizia circa la provenienza e la committenza. La prima notizia nota riguardante l'opera risale al 1662, quando la tavola, già appartenente alle collezioni del Sacro Romano Impero, viene trasferita dall'Hofburg di Innsbruck al castello di Ambras. Nell'elenco dei dipinti traslocati appare con l'ascrizione a Tiziano, mentre negli inventari subito precedenti era già stato indicato come opera di Raffaello. In un successivo inventario del 1733 l'attribuzione cambia ancora e la tela viene riferita al Pordenone. È finalmente Ransonnet, nel 1845, ad identificare lo stile del Moretto. Alla fine del secolo l'opera viene trasferita al Kunsthistorisches Museum di Vienna, appena aperto, dove è ancora esposta.

## Descrizione
Il dipinto raffigura santa Giustina di Padova in posizione centrale e predominante, riccamente vestita con un abito rosso, cintura azzurra, velo bianco e un lungo mantello di broccato dorato con ricami neri. Nella mano destra tiene una lunga palma del martirio, mentre la sinistra regge un lembo del mantello. I capelli biondi sono raccolti in un'elegante pettinatura. A sinistra è seduto un unicorno dal manto lungo e fluente, un simbolo di purezza virginale derivato dalla mitologia classica e ben noto nel Rinascimento. A destra della santa, inginocchiato e in atteggiamento adorante, si trova una figura maschile, probabilmente il committente dell'opera, vestita di nero.
Le tre figure sembrano poste sotto un albero, del quale si vedono le fronde lungo il margine superiore della tela. Sullo sfondo è dipinto un ampio sfondato prospettico, in particolare a sinistra di santa Giustina, dove si vede un centro abitato ai piedi di altissime montagne a dirupo. Il resto del paesaggio ha invece tratti più collinari e morbidi, mentre il cielo sovrastante è continuamente rigato da nuvole bianche ed è più lucente verso l'orizzonte.

## Stile
Il primo a fornire un giudizio critico sull'opera è Carl Ransonnet nel 1845, che la collocò tra la Santa Margherita d'Antiochia tra i santi Girolamo e Francesco d'Assisi e l'Incoronazione della Vergine con i santi Michele Arcangelo, Giuseppe, Francesco d'Assisi e Nicola di Bari, entrambe a Brescia. Seguono brevi osservazioni da parte di Joseph Archer Crowe e Giovanni Battista Cavalcaselle nel 1871, i quali ammirarono l'armonia dei colori argentei congiunta a un'"elevata e soave modellatura, con un esito di grande freschezza e insieme di splendore". I due critici lasciarono però sul vago l'ientificazione del soggetto del dipinto. Già il Ransonnet aveva contestato l'opinione tradizionale che vedeva raffigurati nel dipinto Alfonso I d'Este e la sua amante Laura Dianti, seguito da Gaetano Milanesi nel 1881, il quale escluse anche la possibilità che l'uomo inginocchiato potesse essere san Cipriano. Anche altri critici, allo stesso modo, negarono in seguito tutte queste eventualità, compreso Pietro Da Ponte nella sua monografia sul Moretto del 1898. Bernard Berenson rimane evidentemente molto colpito dalla bellezza dell'opera, tanto da scrivere, nel 1907, che essa "è fra le creazioni eroiche dell'arte italiana, con un che d'antica grandezza e immediatezza". Non fu dello stesso parere Roberto Longhi, che nel 1929 condannò "quel suo tratto confidenziale che avvicina di troppo il divoto alla Patrona, come fosse uno di quegli scapoloni che, sui quarant'anni, se ne stanno ancora appesi alle gonne materne".
Adolfo Venturi, nel 1929, concentrò le sue attenzioni sull'ambientazione, immaginando la composizione come "un duetto d'amore all'alba di un giorno tranquillo", soffermandosi poi sull'impianto maestoso della santa che "sembra riverberare dal manto chiarori biondi sul terreno", e sul colore "che è sempre più tirato, rasato, che non nei maestri veneziani, e anche il paese, da vicino, ha del raso, mentre si avvolge di nebbia nel lontano. Il broccato d'oro del manto della Santa sembra cuoio a stampa, nel suo baglior soffocato, mentre la seta della veste, tra il rosa e il viola, è tutta oscillazioni di luce". Giuseppe Fiocco, nel 1939, osservò che in quest'opera e in altre coeve prende corpo "un'integrità stilistica che rimarrà sostanzialmente inalterata fino alla morte del pittore".
György Gombosi, nel 1943, ragionò invece partendo dalle vicende del dipinto, sicuramente uno dei primi del Moretto dispersi dal contesto originario e pertanto assente nella letteratura artistica locale. Lo studioso, comunque, dubitava che il quadro avesse avuto una committenza d'oltralpe, poiché l'abbigliamento del donatore suggerisce un riferimento locale diverso. Il Gombosi, pertanto, ipotizza che "la preziosa tavola sia una delle molte vittime di quel gran fervore di collezionare in virtù del quale, verso il 1620-1650, i paesi nordici, l'Inghilterra e l'Olanda si gettarono nel tesoro artistico di Venezia cercando di assicurarsi tutto ciò che vi era di Giorgione, Tiziano e Palma o che a questi pittori veniva attribuito. Brescia fu risparmiata da questo assalto, ed è probabile che l'arciduca del Tirolo sia andato a prendere questo capolavoro in una qualche collezione veneziana", escludendo la destinazione religiosa del dipinto. Quanto allo schema compositivo e ai suoi significati, il Gombosi trovava che "il ritmo grandiosamente libero va a finire sulla parte superiore dei corpi, sulle teste, addirittura soltanto sugli occhi; sul corpo della Santa si riscontra ancora un ultimo residuo di angolosità e di scontrosità, soprattutto nel braccio che regge il ramo di palma e nelle pieghe sulla parte inferiore del corpo. Ma ciò non pregiudica minimamente la bellezza del dipinto: accanto ad una così intensa accentuazione lirica è persino piacevole che il portamento del corpo conservi ancora un grado di gravità statuaria e di grande, arcaica ieraticità".
Valerio Guazzoni, nel 1981, arrivò a escludere qualsiasi valenza religiosa nel dipinto e lo definì "l'unico dipinto veramente mondano del Moretto". L'opera è comunque da collocare, anche secondo il critico Camillo Boselli, al 1530, perciò assieme a quei dipinti, quali la Santa Margherita d'Antiochia tra i santi Girolamo e Francesco d'Assisi, che segnano il limite fra la prima maturità del Moretto e la maturità piena, nei quali il pittore assoda la sua esperienza e i suoi studi passati (Tiziano, Raffaello via Marcantonio Raimondi) e ricava finalmente un proprio stile che, come già notava il Fiocco, caratterizzerà tutta la sua produzione successiva.